# گل‌شکاف گلوسیاه
گل‌شکاف گلوسیاه (نام علمی: Diglossa brunneiventris) نام یک گونه از سرده گل‌شکاف است.

## نگارخانه

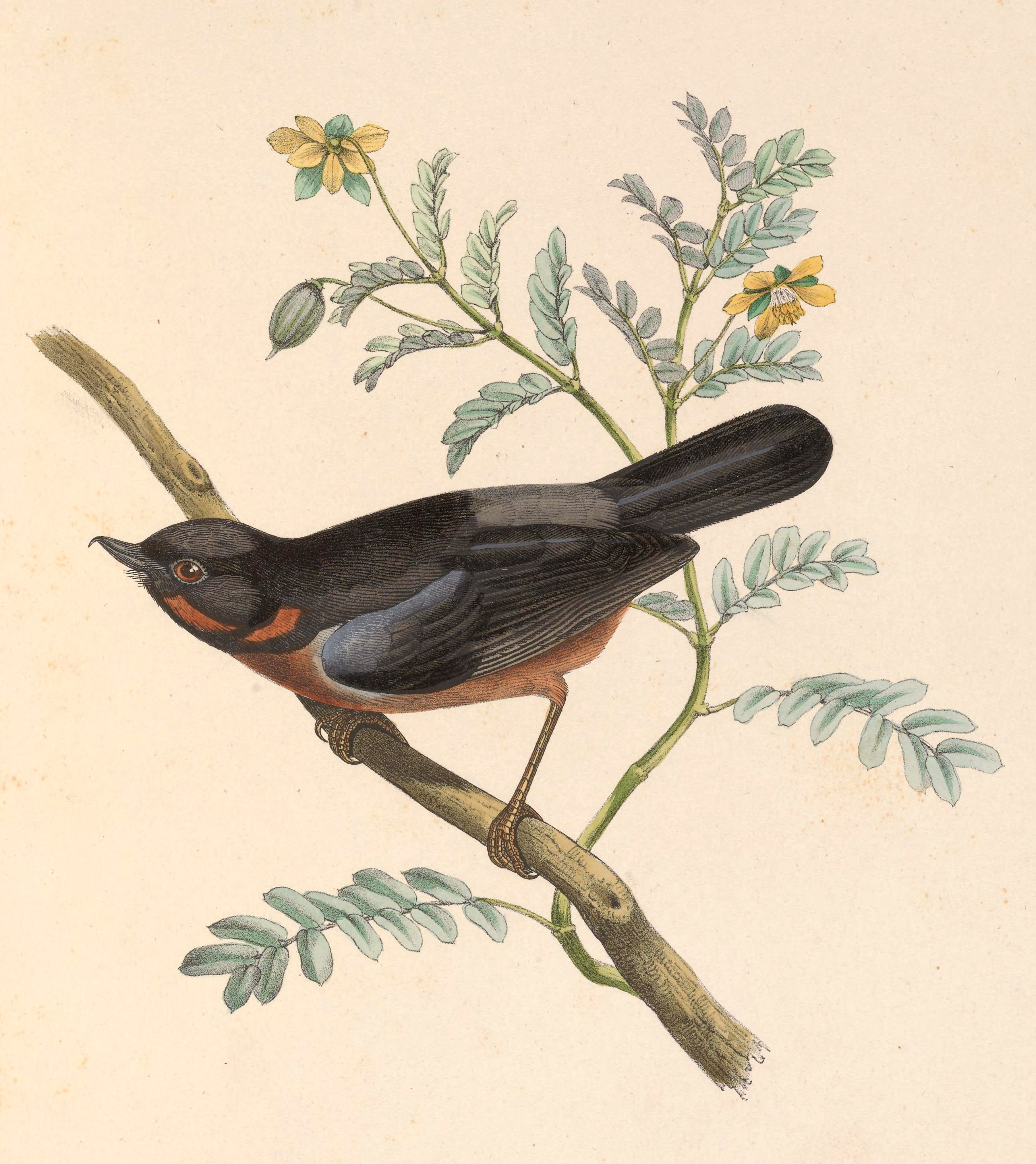